# Megastigmus hoffmeyeri
Megastigmus hoffmeyeri is een vliesvleugelig insect uit de familie Torymidae. De wetenschappelijke naam is voor het eerst geldig gepubliceerd in 1932 door Walley.